# Rhyssemus murghabensis
Rhyssemus murghabensis är en skalbaggsart som beskrevs av Vladimir Balthasar 1967. Rhyssemus murghabensis ingår i släktet Rhyssemus och familjen Aphodiidae. Inga underarter finns listade i Catalogue of Life.